# Sint Josephparochie
Sint Josephparochie is een wijk van Tegelen (stadsdeel van de gemeente Venlo) in de Nederlandse provincie Limburg.
De Sint Josephparochie heeft die naam sinds 1949, toen de parochie Sint Joseph werd gesticht, de jongste van de vier parochies van Tegelen. Een eenvoudige noodkerk werd in 1950 gebouwd en was tot 1957 in gebruik, toen de nieuwe Jozefkerk aan de Gulickstraat gereed kwam. Het oude kerkgebouw aan de Arienstraat was tot 1994 in gebruik als parochiehuis 't Zaelke en is sindsdien een dansschool.
Kasteel De Munt bevindt zich in deze wijk en enkele van de belangrijkste wegen in de wijk liggen op de plaats waar vroeger de grachten van het kasteel lagen, namelijk de Muntstraat, Kerkhoflaan en Broeklaan. Aan de Kerkhoflaan ligt de Tegelse begraafplaats, waar zich een vijftal rijksmonumenten bevinden; namelijk de familiegraven van Beckx de la Fai, Cremers-Kurstjens, J. Kurstjens, Laumans-Gitmans en de grafkelder van de familie Teeuwen.
De oude herberg de Drie Kronen (uit 1706) lag ook in deze wijk, maar is eind 20e eeuw afgebroken om plaats te maken voor de aanleg van de A73.
De nieuwbouwwijk Maasveld II hoort bij de wijk Sint Josephparochie.
De wijk heeft ten opzichte van de gehele gemeente Venlo een sterke vertegenwoordiging van 30- tot 50-jarigen, en daarmee ook van het aantal tweepersoons- en gezinshuishoudens. De wijkt bestaat uit vooral eengezinswoningen, waarvan bijna 80% koopwoningen.